# Ропская, Александра Дмитриевна
Алекса́ндра Дми́триевна Ро́пская (11 (23) апреля 1897, слобода Ширяево, Воронежская губерния — 20 апреля 1957, Киев) — украинская советская оперная певица (меццо-сопрано), педагог. Народная артистка УССР (1941).

## Биография
После окончания гимназии в Тамбове[уточнить], обучалась в Саратовской консерватории (класс фортепиано А. Ф. Скляревского). Во время выступления в концерте с исполнением русских песен и романсов на последнем курсе, её услышал известный оперный певец, профессор М. Е. Медведев, который посоветовал ей продолжить учëбу и заняться пением.
После окончания консерватории, в 1919 поступила в Полтавский музыкально-драматический театр. Продолжила вокальное образование у педагога М. Н. Денисенко.
В 1926 году, в Новороссийске, во время гастролей передвижной оперной труппы, в которую певица перешла два года спустя, её услышал главный режиссёр Одесской оперы В. Манзий, ставший впоследствии её мужем, и пригласил в Одессу. Эта встреча сыграла решающую роль в дальнейшей творческой судьбе А. Ропской. Оказавшись на оперной сцене Одессы, она за короткое время подготовила несколько партий, среди которых: Любава («Садко» Н. Римского-Корсакова), Амнерис («Аида» Дж. Верди) и другие.
С 1927 выступала на сцене Харьковского оперного театра, а с 1928 года А. Ропская стала солисткой Киевского оперного театра, на сцене которого пела до 1957 года. Здесь певица создала лучшие свои образы, среди них Кармен, в одноименной опере Ж. Бизе, Настя в «Тарасе Бульбе» Н. Лысенко, Любаша в «Царской невесте» Римского-Корсакова, Аксинья в «Тихом Доне» И. Дзержинского и другие.
В 1941 ей было присвоено звание Народной артистки Украинской ССР.
С 1944 года преподавала пение в Киевской консерватории.
Умерла в Киеве в 1957 году. Похоронена на Байковом кладбище.